# Peter Malischewsky
Peter Malischewsky (* 9. Mai 1945 in Geising) ist ein deutscher Geophysiker.
Peter Malischewsky, ein Kind baltischer Eltern, studierte von 1963 bis 1968 Physik an der Friedrich-Schiller-Universität Jena und wurde 1974 (Dr. rer. nat.) sowie 1989 (Dr. sci. nat.) an der Akademie der Wissenschaften in Geophysik promoviert. Dabei erfolgten 1985 Arbeitsaufenthalte in Moskau, Tiflis und Leningrad. Er habilitierte sich 1994 an der FSU Jena in Theoretischer Physik. Sechs Jahre später wurde er dort bis zu seiner Pensionierung im Jahr 2010 außerplanmäßiger (apl.) Professor für Geophysik mit Schwerpunkt Seismologie. In den Jahren 1999 und 2000 sowie 2004 war er Gastprofessor an der UNAM in Mexiko. 
Seine Forschungsthemen sind u. a. die Theorie der seismischen Wellen mit Schwerpunkt Oberflächenwellen, Seismologie, seismische und Ultraschall-Tomographie und die Theorie der Fraktale. Seine 1987 veröffentlichte Monographie über Oberflächenwellen in gestörten Medien (Surface Waves and Discontinuities) gilt international als Standardwerk für diese Thematik. Dazu rezensiert er gelegentlich fachliche Buch-Neuerscheinungen.

## Werke
- Surface Waves and Discontinuities. Elsevier, New York, 1987, ISBN 978-0444989598.